# Strigocuscus celebensis
Strigocuscus celebensis é uma espécie de marsupial da família Phalangeridae.
Endêmica da Indonésia, pode ser encontrada nas ilha de Sulawesi.